# Giacomo Filippo Gentile
Giacomo Filippo Gentile (Genova, 8 settembre 1809 – Cornigliano Ligure, 23 ottobre 1875) è stato un vescovo cattolico italiano.

## Biografia
Giacomo Filippo Gentile nacque a Genova l'8 settembre 1809.
Dopo aver compiuto gli studi, ottenne la Laurea in Diritto nel 1838.

### Ministero episcopale
Il 27 gennaio 1843 fu nominato vescovo ordinario della diocesi di Novara, da papa Gregorio XVI, succedendo al cardinale e vescovo Giuseppe Morozzo Della Rocca, deceduto all'età di 84 anni. La sua consacrazione episcopale avvenne il 7 maggio dello stesso anno, per imposizione delle mani del cardinale Placido Maria Tadini.
È stato l'ultimo vescovo a prendere possesso della diocesi (sempre nel 1843) montando la mula bianca, come prescriveva allora il cerimoniale dei vescovi. Nello stesso anno nominò Pietro Scavini rettore generale di tutti i Seminari della diocesi, e, l'anno successivo, lo elevò a vicario generale per la diocesi gaudenziana.
Durante il suo episcopato, tra le altre cose, venne abbattuta l'antica cattedrale romanica ed eseguito il progetto di ricostruzione, in stile neoclassico, ad opera di Alessandro Antonelli. I lavori si conclusero nel 1869 e, il successivo 2 ottobre, il vescovo Gentile consacrò il nuovo luogo di culto, assistito dai vescovi Paolo Angelo Ballerini, Patriarca di Alessandria d’Egitto, Giacomo Antonio Colli, vescovo di Alessandria e già canonico a Novara e Francesco Gandolfo, vescovo di Corneto di Civitavecchia.
A lui sono dovute inoltre le consacrazioni delle Chiese Parrocchiali di Bellinzago Novarese (17 novembre 1844) e Oleggio (6 luglio 1868), entrambe opere antonelliane.

### Morte e sepoltura
Giacomo Filippo Gentile morì a Cornigliano Ligure, in provincia e arcidiocesi di Genova, il 23 ottobre 1875, all'età di 66 anni. Dopo i funerali, il suo corpo fu sepolto a Gozzano nella chiesa di Santa Maria del Boggio. Le sue insegne sono tuttora collocate nel Palazzo Vescovile di Gozzano, vicino allo scalone interno.

## Genealogia episcopale e successione apostolica
La genealogia episcopale è:
- Cardinale Scipione Rebiba
- Cardinale Giulio Antonio Santori
- Cardinale Girolamo Bernerio, O.P.
- Arcivescovo Galeazzo Sanvitale
- Cardinale Ludovico Ludovisi
- Cardinale Luigi Caetani
- Cardinale Ulderico Carpegna
- Cardinale Paluzzo Paluzzi Altieri degli Albertoni
- Papa Benedetto XIII
- Papa Benedetto XIV
- Papa Clemente XIII
- Cardinale Enrico Benedetto Stuart
- Cardinale Francesco Bertazzoli
- Cardinale Placido Maria Tadini, O.C.D.
- Vescovo Giacomo Filippo Gentile

La successione apostolica è:
- Vescovo Giacomo Antonio Colli (1867)
- Vescovo Pietro Garga (1872)